# Кристиана Елизабет фон Барби-Мюлинген
Кристиана Елизабет фон Барби-Мюлинген (на немски: Christine/Christiana Elisabeth von Barby-Muhlingen; * 6 октомври 1634, Розенбург; † 2 май 1681, Зондерсхаузен) от род Арнщайн, е графиня от Барби-Мюлинген и чрез женитба херцогиня на Брауншвайг и Люнебург и княгиня на Брауншвайг-Волфенбютел.

## Произход
Тя е втората дъщеря на граф Албрехт Фридрих фон Барби-Мюлинген (1597 – 1641) и съпругата му графиня София Урсула фон Олденбург-Делменхорст (1601 – 1642), дъщеря на граф Антон II фон Олденбург-Делменхорст (1550 – 1619) и Сибила Елизабет фон Брауншвайг-Даненберг (1576 – 1630). През Тридесетгодишната война нейната фамилия живее при граф Лудвиг Гюнтер I фон Шварцбург-Рудолщат (1581 – 1646) в дворец Хайдексбург в Рудолщат.

## Фамилия
Кристиана Елизабет се омъжва на 10 ноември 1650 г. във Волфенбютел за херцог Рудолф Август фон Брауншвайг-Волфенбютел (1627 – 1704). Тя е първата му съпруга. Те имат три дъщери:
- Доротея София (1653 – 1722), омъжена 1673 г. за херцог Йохан Адолф фон Холщайн-Пльон
- Кристина София (1654 – 1695), омъжена 1681 г. за херцог Август Вилхелм фон Брауншвайг (1662 – 1731)
- Елеонора София (1655 – 1656).